# Jolyon Palmer
Jolyon Carlyle Palmer (Horsham, 20 gennaio 1991) è un ex pilota automobilistico e conduttore radiofonico britannico.
È figlio dell'ex pilota di Formula 1 Jonathan Palmer.

## Carriera

### T Cars
Dopo aver trascorso un lungo periodo sui kart, Palmer passò alle monoposto nel 2005, più precisamente nel campionato T Cars Autumn Trophy – una serie di corse per piloti di età compresa tra i quattordici e i diciassette anni. Palmer arrivò quinto nel campionato con un totale di 92 punti, 46 dietro al vincitore Adrian Quaife-Hobbs. Si trasferisce nel campionato principale nel 2006, guadagnando una pole e quattro podi, e di nuovo arrivò quinto in campionato con 101 punti, 69 dietro al campione Luciano Bacheta. Palmer ha partecipato anche ad un secondo Autumn Trophy, dominando la serie con quattro vittorie su sei gare. Prese parte a due gare della stagione 2007, vincendo entrambe, ma scelse poi di concentrarsi sulla Formula Palmer Audi.

### Formula Palmer Audi
Nel 2007, Palmer debuttò nella serie che il padre, Jonathan, aveva creato nove anni prima. Concluse 12º al debutto a Silverstone, e i suoi risultati lentamente migliorarono culminando con due vittorie (una a Brands Hatch e l'altra ad Oulton Park) e due pole position a Brands Hatch, concluse il campionato al decimo posto con un totale di 187 punti - nove posizioni dietro al vincente Tim Bridgman con un totale di 360 punti. Saltò le ultime due gare del campionato, a causa di un infortunio al torace subito in un incidente di moto a quattro ruote nei pressi della sua casa nel West Sussex.
Ha recuperato in tempo per l'inizio della stagione 2008, in cui è stato un serio candidato al titolo sino alle ultime gare della stagione, grazie ad una grande costanza che lo portò ad ottenere una sola vittoria (a Spa, in Belgio) e 11 podi, oltre a tre pole position (di nuovo a Brands Hatch) e che si è conclusa a soli 22 punti dietro Jason Moore, in terza posizione. Il trofeo d'autunno e l'FPA Shootout hanno portato altri terzi posti, conquistando tre podi in sei gare.

### Formula 2
Jolyon Palmer debutta in Formula 2 nel 2009 guidando l'auto numero 3. I suoi tre punti sono dovuti ad un sesto posto a Imola e termina con tale bottino il campionato in 21ª posizione. Torna nella serie nel 2010, vincendo la gara di apertura della stagione a Silverstone, ottenendo la prima vittoria per un pilota britannico dal Mugello 1983, dove vinse suo padre. Palmer ottiene un quinto posto nella gara successiva a Marrakech, ma poi riesce a risalire ed ottenere sia la vittoria che la testa della classifica al terzo weekend di gara a Monza. Al termine della stagione è secondo in classifica con 242 punti (42 in meno rispetto al vincitore Dean Stoneman), con cinque vittorie, quattro secondi posti e un terzo posto all'attivo.

### GP2 Series

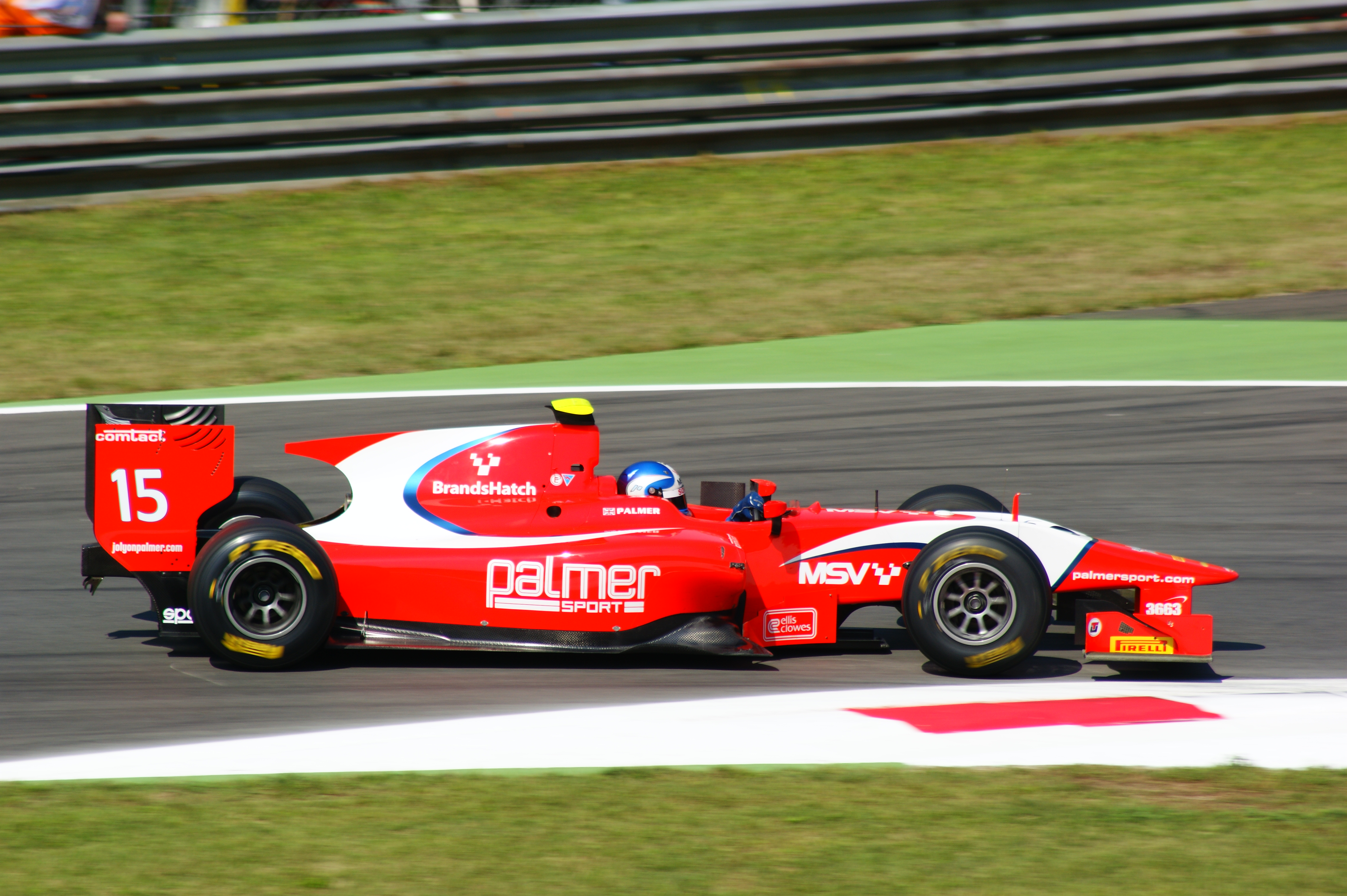
Palmer con il team Arden a Monza per la GP2 Series 2011

Nel 2011 firma per correre in GP2 Series con il team Arden, squadra con cui aveva partecipato alla GP2 Asia Series 2011, a fianco di Josef Král. Debutta a Istanbul, in Turchia, con un 17º posto nella gara lunga. Non ha ottenuto punti, avendo come migliori risultati due noni posti nella gara corta nuovamente in Turchia e nella gara lunga sulle strade di Valencia.
Nel 2012 ha firmato per l'iSport International, riuscendo a conseguire una vittoria a Monaco e due terzi posti, a Silverstone e Monza, e piazzandosi all'11º posto finale.
Con la chiusura dell'iSport, Palmer nel 2013 passa alla Carlin Motorsport, team nel quale affianca il brasiliano Felipe Nasr.
Nel 2014 Palmer si laurea campione del mondo GP2.

#### Formula 1 (2015-2017)

##### 2015
Nel 2015 Palmer veste il ruolo di terzo pilota della Lotus. Il 20 febbraio 2015 fa il suo debutto ufficiale con la nuova scuderia, ai test pre-stagionali. Il 23 ottobre 2015 viene annunciato che il pilota britannico correrà per la Renault nel 2016, sostituendo Romain Grosjean, passato al nuovo team Haas.

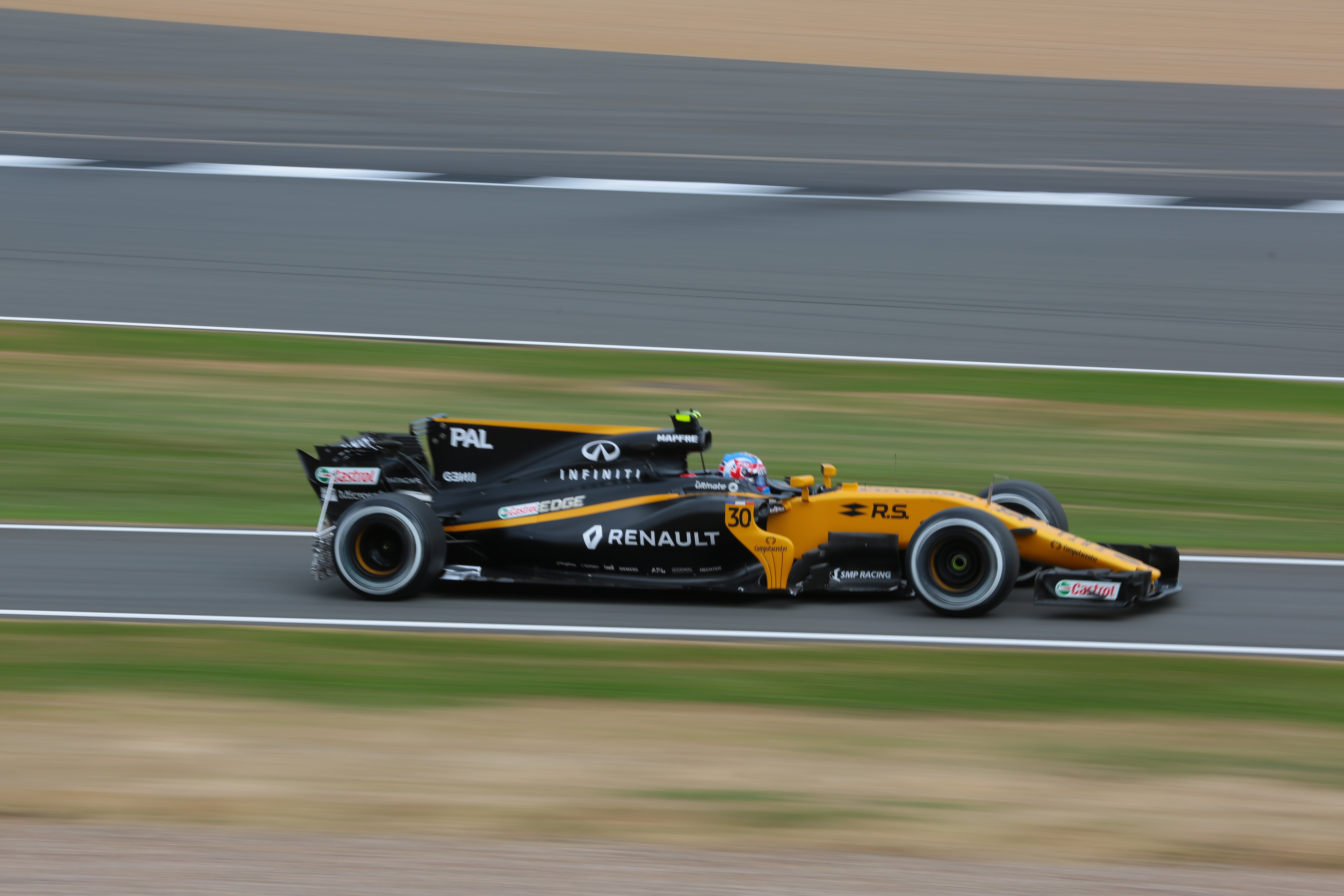
Palmer al volante della nelle prove del Gran Premio di Gran Bretagna 2017

##### 2016
Il pilota britannico conclude undicesimo in Australia, ma nei Gran Premi successivi non ottiene risultati di rilievo, conquistando come miglior risultato un dodicesimo posto in Austria. In Ungheria, mentre era in zona punti, si gira in testacoda, e chiude quindi con un dodicesimo posto. Nel Gran Premio della Malesia arriva al decimo posto, conquistando così il suo primo punto in Formula 1. La scarsa competitività della vettura non gli permette di ottenere altri risultati utili e Palmer chiude l'anno con un punto, in diciottesima posizione assoluta.

##### 2017
Palmer viene confermato dalla Renault per il 2017, con al fianco Nico Hülkenberg. La stagione si rivela difficile per il britannico, che viene quasi sempre battuto dal compagno di squadra. A Singapore, ottiene il miglior piazzamento in carriera, concludendo 6º; nonostante questo, la Renault annuncia la sua sostituzione, già a partire dagli ultimi gran premi della stagione, con Carlos Sainz jr, proveniente dalla Toro Rosso.

### Dopo la Formula 1
Terminata l'esperienza in F1, a partire dal febbraio 2018 Palmer assume il ruolo di commentatore radiofonico delle gare di Formula 1 per la BBC Radio.
Dal 2019, realizza dei video analisi sul canale YouTube ufficiale della Formula 1 riguardanti i momenti più controversi di ogni gara.

## Risultati

### Riassunto della carriera
| Stagione | Categoria                         | Team                       | Gare         | Vittorie     | Pole         | GPV          | Podi         | Punti        | Pos.         |
| -------- | --------------------------------- | -------------------------- | ------------ | ------------ | ------------ | ------------ | ------------ | ------------ | ------------ |
| 2005     | T Cars Autumn Trophy              |                            | 6            | ?            | ?            | ?            | ?            | 92           | 5º           |
| 2006     | T Cars                            | PalmerSport Junior         | 20           | 0            | 1            | ?            | 4            | 92           | 5º           |
| 2006     | T Cars Autumn Trophy              | PalmerSport Junior         | 6            | 4            | 3            | 4            | 5            | 61           | 1º           |
| 2007     | Formula Palmer Audi               |                            | 15           | 2            | 2            | ?            | 4            | 187          | 10º          |
| 2007     | T Cars                            | PalmerSport Junior         | 2            | 2            | 1            | 2            | 0            | 24           | 11º          |
| 2008     | Formula Palmer Audi               |                            | 20           | 1            | 3            | 3            | 11           | 338          | 3º           |
| 2008     | Formula Palmer Audi Autumn Trophy | 6                          | 0            | 0            | 0            | 3            | 89           | 3º           |              |
| 2008     | Formula Palmer Audi Shootout      | 3                          | 0            | 0            | 0            | 1            | 36           | 3º           |              |
| 2009     | FIA Formula 2                     | MotorSport Vision          | 16           | 0            | 0            | 0            | 0            | 3            | 21º          |
| 2009     | Formula Palmer Audi               | PalmerSport                | 8            | 1            | 3            | 2            | 2            | 70           | 16º          |
| 2010     | FIA Formula 2                     | MotorSport Vision          | 18           | 5            | 5            | 3            | 10           | 242          | 2º           |
| 2011     | GP2 Series                        | Arden International        | 18           | 0            | 0            | 0            | 0            | 0            | 28º          |
| 2011     | GP2 Asia Series                   | Arden International        | 4            | 0            | 0            | 0            | 0            | 0            | 19º          |
| 2011     | GP2 Final                         | Barwa Addax Team           | 2            | 0            | 0            | 0            | 1            | 9            | 4º           |
| 2011     | FIA Formula 2                     | Motorsport Vision          | 2            | 0            | 0            | 0            | 0            | 0            | NC           |
| 2012     | GP2 Series                        | iSport International       | 24           | 1            | 0            | 0            | 3            | 78           | 11º          |
| 2013     | GP2 Series                        | Carlin Motorsport          | 22           | 2            | 1            | 2            | 3            | 119          | 7º           |
| 2014     | GP2 Series                        | DAMS                       | 22           | 4            | 3            | 7            | 12           | 276          | 1º           |
| 2014     | Formula 1                         | Sahara Force India F1 Team | Collaudatore | Collaudatore | Collaudatore | Collaudatore | Collaudatore | Collaudatore | Collaudatore |
| 2015     | Formula 1                         | Lotus F1 Team              | Collaudatore | Collaudatore | Collaudatore | Collaudatore | Collaudatore | Collaudatore | Collaudatore |
| 2016     | Formula 1                         | Renault Sport F1 Team      | 21           | 0            | 0            | 0            | 0            | 1            | 18º          |
| 2017     | Formula 1                         | Renault Sport F1 Team      | 16           | 0            | 0            | 0            | 0            | 8            | 17º          |

### Formula 1
| 2015 | Scuderia | Vettura    |  |  |    |    |    |  |  |    |    |    |    |    |  |    |    |  |    |    |    |  |  | Punti | Pos. |
| ---- | -------- | ---------- |  |  | -- | -- | -- |  |  | -- | -- | -- | -- | -- |  | -- | -- |  | -- | -- | -- |  |  | ----- | ---- |
| 2015 | Lotus    | E23 Hybrid |  |  | SP | SP | SP |  |  | SP | SP | SP | SP | SP |  | SP | SP |  | SP | SP | SP |  |  | –     |      |

| 2016 | Scuderia | Vettura |    |    |    |    |    |     |     |    |    |     |    |    |    |     |    |    |    |    |    |     |    | Punti | Pos. |
| ---- | -------- | ------- | -- | -- | -- | -- | -- | --- | --- | -- | -- | --- | -- | -- | -- | --- | -- | -- | -- | -- | -- | --- | -- | ----- | ---- |
| 2016 | Renault  | R.S.16  | 11 | NP | 22 | 13 | 13 | Rit | Rit | 15 | 12 | Rit | 12 | 19 | 15 | Rit | 15 | 10 | 12 | 13 | 14 | Rit | 17 | 1     | 18º  |

| 2017 | Scuderia | Vettura |     |    |    |     |    |    |    |     |    |    |    |    |     |   |    |    |  |  |  |  |  | Punti | Pos. |
| ---- | -------- | ------- | --- | -- | -- | --- | -- | -- | -- | --- | -- | -- | -- | -- | --- | - | -- | -- |  |  |  |  |  | ----- | ---- |
| 2017 | Renault  | R.S.17  | Rit | 13 | 13 | Rit | 15 | 11 | 11 | Rit | 11 | NP | 12 | 13 | Rit | 6 | 15 | 12 |  |  |  |  |  | 8     | 17º  |

| Legenda | 1º posto     | 2º posto | 3º posto    | A punti         | Senza punti/Non class.  | Grassetto – Pole position Corsivo – Giro più veloce |
| Legenda | Squalificato | Ritirato | Non partito | Non qualificato | Solo prove/Terzo pilota | Grassetto – Pole position Corsivo – Giro più veloce |